# Endodrelanva siargaoensis
Endodrelanva siargaoensis is een rechtvleugelig insect uit de familie krekels (Gryllidae). De wetenschappelijke naam van deze soort is voor het eerst geldig gepubliceerd in 2019 door Tan, Gorochov, Baroga-Barbecho en Yap.